# Cihan Çanak
Cihan Çanak (Verviers, 24 januari 2005) is een Belgisch voetballer van Turkse afkomst. Hij stroomde in het seizoen 2021/22 door vanuit de jeugd naar het eerste elftal van Standard Luik. In 2024 tekende hij bij Trabzonspor.

## Clubcarrière

### Standard Luik
Çanak, die afkomstig is van Verviers, sloot zich in 2011 aan bij de jeugdopleiding van Standard Luik. In oktober 2021 ondertekende hij een contract tot medio 2024 bij de club. Op 26 december 2021 maakte hij zijn officiële debuut in het eerste elftal van de club: in de competitiewedstrijd tegen Zulte Waregem (0-1-verlies) viel hij in de 86e minuut in voor Niels Nkounkou. Ook op de volgende speeldag liet trainer Luka Elsner hem invallen: in het 1-1-gelijkspel tegen RSC Anderlecht op 16 januari 2022 kwam hij er in de 78e minuut in. Ten slotte kwam hij ook tijdens de laatste wedstrijd van het seizoen in actie: tegen STVV (3-0-verlies) kwam hij tijdens de rust Nathan Ngoy vervangen.

### Trabzonspor
In juli 2024 werd hij overgenomen door Trabzonspor dat 2 miljoen euro voor hem betaalde. Hij scoorde op zijn debuut in de kwalificatiewedstrijd tegen MFK Ružomberok nadat hij in het laatste half uur was ingevallen.  

## Clubstatistieken
| Seizoen         | Club            | Competitie      | Competitie | Competitie | Beker | Beker | Europees | Europees | Totaal | Totaal |
| Seizoen         | Club            | Competitie      | Wed.       | Dlp.       | Wed.  | Dlp.  | Wed.     | Dlp.     | Wed.   | Dlp.   |
| --------------- | --------------- | --------------- | ---------- | ---------- | ----- | ----- | -------- | -------- | ------ | ------ |
| 2021/22         | Standard Luik   | Eerste klasse A | 3          | 0          | 0     | 0     | —        | —        | 3      | 0      |
| 2022/23         | Standard Luik   | Eerste klasse A | 35         | 1          | 1     | 0     | —        | —        | 36     | 1      |
| 2023/24         | Standard Luik   | Eerste klasse A | 29         | 0          | 2     | 0     | —        | —        | 31     | 0      |
| 2024/25         | Trabzonspor     | Süper Lig       | 23         | 0          | 4     | 0     | 6        | 1        | 33     | 1      |
| Carrière totaal | Carrière totaal | Carrière totaal | 90         | 1          | 7     | 0     | 6        | 1        | 103    | 2      |

Bijgewerkt tot en met het seizoen 2024/25.

## Interlandcarrière
Çanak nam in 2022 met België –17 deel aan het EK –17 in Israël. Çanak kreeg een basisplaats in de groepswedstrijden tegen Servië (1-1-gelijkspel), Spanje (2-0-verlies) en Turkije (3-1-winst). Het toernooi eindigde voor de Belgen na de groepsfase.